# Phaneresthes
Phaneresthes is een geslacht van kevers uit de familie bladsprietkevers (Scarabaeidae). Het geslacht werd voor het eerst wetenschappelijk beschreven in 1894 door Kraatz.

## Soorten
- Phaneresthes flavosignata Moser, 1904
- Phaneresthes flavovariegata Kraatz, 1894
- Phaneresthes meunieri Antoine, 2008